# Дугинка II
Дугинка II — деревня Трепольского сельского поселения Михайловского района Рязанской области.

## Этимология
Населённый пункт был назван по имени реки.
Гидроним образован от слова дуга.

## География
Деревня находилась на реке Дугинке. Река Дугинка сейчас не существует. Дугинка-1, Дугинка-2 и Дугинка-3 находятся рядом с четырьмя прудами, которые несколько десятилетий назад были связаны ручьями. Сейчас ручьи пересохли и появляются только весной.

## Население
| 1859 | 1906 | 1929 | 2010 |
| ---- | ---- | ---- | ---- |
| 508  | ↗695 | ↗814 | ↘7   |